# Cemitério do Campo

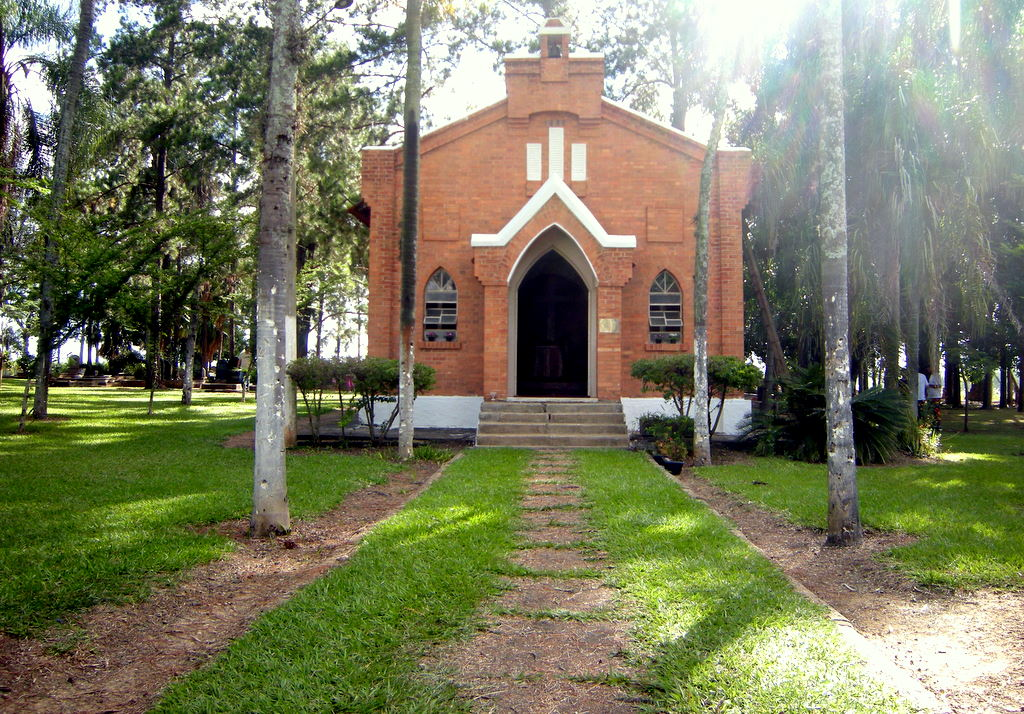
Capela do Cemitério do Campo.

O Cemitério do Campo ou Cemitério dos Americanos, é um cemitério situado na zona rural do município brasileiro de Santa Bárbara d'Oeste, no estado de São Paulo. É administrado pela Fraternidade de Descendência Americana, que promove periodicamente reuniões e eventos no local, que visam preservar as tradições e costumes dos imigrantes estadunidenses.

## História

Em 1972, Jimmy Carter, então governador da Geórgia, visitou o Cemitério dos Americanos, em Santa Bárbara d'Oeste, onde estão os corpos de confederados que emigraram para o Brasil depois da Guerra Civil Americana.

O Cel. Asa Thompson Oliver comprou uma fazenda nas terras do município de Santa Bárbara até a mata que se estendia no local. Após sua chegada, sua esposa Beatrice Oliver falece exaurida pela viagem e pela guerra em 13 de julho de 1867. Seguindo um costume sulista o Cel. Oliver enterra sua esposa em suas terras, cercando o local para que os animais não pisoteassem o túmulo. Pouco tempo depois falecem suas duas filhas Inglianna e Mildredd Oliver vítimas da tuberculose, que são enterradas ao lado de sua mãe.
Na época em que os primeiros imigrantes estadunidenses chegaram no Brasil (época do império), não havia separação entre Estado e igreja. Os cemitérios da época pertenciam à igreja católica, e não à municipalidade como hoje em dia. Então até a chegada dos americanos não havia duvida de quem poderia ou não ser sepultado nos cemitérios, pois todos eram católicos. Pouco tempo depois, morre o pequenino Henry Bankston perto de Santa Bárbara, e sua família queria enterrá-lo no pequeno cemitério da vila. Porém, não obtiveram permissão da igreja, pois a criança não era batizada. A notícia abalou muito a comunidade de imigrantes, que logo receberam notícias idênticas de outras colônias no estado. Sem opção, a medida que outros morriam, suas famílias pediram para que o Cel. Oliver permitisse que seus mortos fossem enterrados em suas terras, ao lado de sua família. O Cel. Oliver então destinou 1 hectare de suas terras para o sepultamento da comunidade confederada. Em 1873 o Cel. Oliver surpreendeu um escravo roubando batatas de sua roça, que o atacou e matou com a mesma enxada que cavava a terra. Revoltados, três jovens confederados, Napoleon Mc Alpine, Robert Mac Fadden e Dick Crisp, que ainda traziam na memória crimes semelhantes ocorridos em sua terra natal, enforcaram o escravo e o deixaram pendurado em uma árvore da própria fazenda de Oliver. Os três fariam, então, um pacto segundo o qual jamais se denunciariam. Os nomes só ficaram conhecidos muito tempo depois de suas mortes. Logo depois o Cel. Oliver foi sepultado ao lado dos seus.
Após a morte do Cel. Oliver, suas terras foram vendidas para a família Bookwalter, com a única condição de que o cemitério fosse preservado. Desde 1871 havia a intenção de se construir uma capela no cemitério. Porém só em 1878 este velho sonho da comunidade foi realizado com a inauguração do primeiro templo que atendia as três denominações protestantes: Presbiteriana, Batista e Metodista. O solo do Campo era instável e a capela teve que ser reconstruída várias vezes. A primeira capela de tijolos foi construída em 1903. A construção atual data de 1962.
O acordo de se preservar o cemitério foi cumprido a risca por gerações da família Bookwalter, até que em 1954 foi fundada a Fraternidade de Descendência Americana (FDA), para qual foi doado o cemitério, que é mantido por doações dos sócios contribuintes. Até hoje os descendentes dos confederados são ali sepultados somando hoje quase 500 pessoas.

## Fraternidade de Descendência Americana
Em 1954 foi fundada a Fraternidade de Descendência Americana (FDA), que realiza na área de recreação do cemitério reuniões trimestrais, e anualmente a Festa Confederada, recebendo visitantes de várias partes do país e do exterior. Já recebeu ilustres visitantes como o ex-governador da Geórgia, Jimmy Carter e sua esposa Rosalyn, na década de 1970, além de representantes do consulado e de órgãos de imprensa dos Estados Unidos.